# Andižan
Andižan (uzbecky Андижон) je město v Uzbekistánu. Je správním, ekonomickým a kulturním centrem Andižanského regionu. Andižan se nachází na jihovýchodním okraji Ferganské kotliny poblíž hranic Uzbekistánu s Kyrgyzstánu. Andižan je jedno z nejstarších měst ve Ferganské kotlině.
V některých částech města našli archeologové předměty ze 7. a 8. století. Historicky byl Andižan důležitým městem na Hedvábné stezce. Město je možná nejlépe známé jako rodiště Bábura, kterému se po řadě neúspěchů nakonec podařilo položit základ dynastie Mughalů na indickém subkontinentu a který se stal prvním mughalským císařem. Andižan se proslavil také v roce 2005, kdy vládní síly zahájily palbu na protestující a zabily stovky lidí. Tyto události se staly známými jako Masakr v Andižanu.
Andižan se během sovětské éry vyvinul v důležité průmyslové město. Průmyslové zboží vyrobené ve městě zahrnuje chemikálie, domácí spotřebiče, elektroniku, potraviny, nábytek, pluhy, pumpy, obuv, náhradní díly pro zemědělské stroje, různé technické nářadí a invalidní vozíky.

## Název
Původ názvu města je nejistý. Arabští geografové z 10. století označovali Andižan jako „Andukan“, „Andugan“ nebo „Andigan“.

## Historie
Andižan je jedno z nejstarších měst ve Ferganské kotlině . Město je možná nejlépe známé jako rodiště Bábura, kterému se po řadě neúspěchů nakonec podařilo položit základ dynastie Mughalů na indickém subkontinentě a stal se prvním mughalským císařem.
Po vzniku chanátu Kokand v 18. století bylo hlavní město přesunuto z Andižanu do Kokandu . V polovině 19. století začala ruská říše zabírat oblast dnešní Střední Asie . V roce 1876 dobyli Rusové chanát Kokand a spolu s ním i město Andižan.
Dne 16. prosince 1902 byla velká část města zničena prudkým zemětřesením, které zbořilo až 30 000 domů v regionu a zabilo až 4500 obyvatel.  Poté, co byla v roce 1917 v Andižanu ustanovena sovětská vláda, stalo se město rychle důležitým průmyslovým centrem v uzbecké SSR .

### Moderní dějiny
Během sovětské vlády ve střední Asie byl Andižan oddělen od historického zázemí, protože Ferganská kotlina byla rozděleno mezi tři samostatné sovětské republiky - Uzbeckou, Tádžickou a Kyrgyzskou. Samotný Andižan se stal součástí uzbecké SSR.
Během druhé světové války bylo mnoho občanů Sovětského svazu evakuováno do Andižanu a okolních měst. Ze židovských uprchlíků prchajících před nacisty okupovaným Polskem a vyhnaných Sověty na Sibiř a do Střední Asie se někteří od roku 1941 přestěhovali právě do Andižanu.

#### Masakr z května 2005
Dne 13. května 2005 uzbecká armáda zahájila palbu na masu lidí, kteří protestovali proti špatným životním podmínkám a zkorumpované vládě. Odhady zabitých dne 13. května se pohybují od 187 až po několik set. Podle tvrzení přeběhlíka z uzbeckých bezpečnostních složek bylo zabito 1 500 lidí. Těla mnoha zemřelých byla údajně pohřbena v masových hrobech.

## Známé osobnosti
Bábur (1483–1530) – císař a zakladatel Mughalské říše ve středověké Indii
Nodira (1792–1842) – básnířka a státnice
Abbos Bakirov (1910–1974) – filmový herec a režisér, Lidový umělec Uzbekistánu
Muhammad Yusuf (1954–2001) – básník a člen Nejvyššího shromáždění Uzbekistánu, Lidový básník Uzbekistánu